# James Edwin Gunn
James Edwin Gunn (12. července 1923, Kansas City, Missouri, USA – 23. prosince 2020) byl americký spisovatel vědeckofantastické literatury, literární kritik a editor. Psal také pod pseudonymem Edwin James.
V roce 1983 získal cenu Hugo za non-fiction knihu Isaac Asimov: The Foundations of Science Fiction. V roce 2007 získal ocenění Damon Knight Memorial Grand Master Award.

## Dílo

### Romány
- Star Bridge (1955) – společně s Jackem Williamsonem
- This Fortress World (1955)
- The Joy Makers (1961)
- The Immortals (1962) – skupina osob je díky mutaci obdařena nesmrtelností [1]
- The Listeners (1972) – tématem románu je elektronický odposlech signálů z hvězd [1]
- The Magicians (1976)
- Kampus (1977)
- The Dreamers (1981)
- The Millennium Blues (2000)
- Gift from the Stars (2005)

### Antologie
- The Road to Science Fiction – kolekce 6 svazků z let 1977–1998

### Non-fiction
- Alternate Worlds: The Illustrated History of Science Fiction (1975)
- The Discovery of the Future: The Ways Science Fiction Developed (1975)
- Isaac Asimov: The Foundations of Science Fiction (1982)
- The New Encyclopedia of Science Fiction (1988)
- Inside Science Fiction: Essays on Fantastic Literature (1992)
- The Science of Science-Fiction Writing (2000)
- Speculations on Speculation: Theories of Science Fiction (2005) – společně s Matthewem Candelariou
- Reading Science Fiction (2008) – společně s Marleen S. Barrovou a Matthewem Candelariou

### Povídky
- „Paradox“ (1949)
- „Communications“ (1949)
- „The Man with Common Sense“ (1950)
- „Private Enterprise“ (1950)
- „Slave Psychology“ (1951)
- „Mask of Peace“ (1951)
- „The Sun Came Up Last Night!“ (1951)
- „These Things Are Sirius“ (1951)
- „The Slaves of Venus“ (1952)
- „Survival Policy“ (1952)
- „The Misogynist“ (1952)
- „The Reluctant Witch“ (1953)
- „The Boy with Five Fingers“ (1953)
- „Breaking Point“ (1953)
- „The Man Who Owned Tomorrow“ (1953)
- „Killer“ (1953)
- „A Monster Named Smith“ (1954)
- „A Word for Freedom“ (1954)
- „Open Warfare“ (1954)
- „Sine of the Magus“ (1954)
- „The Beautiful Brew“ (1954)
- „Danger Past“ (1954)
- „Without Portfolio“ (1955)
- „The Hedonist“ (1955)
- „Jeskyně noci“ (anglicky „The Cave of Night“, 1955) – vyšla v časopisu Galaxy
- „The Unhappy Man“ (1955)
- „Shill“ (1955)
- „Feeding Time“ (1955)
- „Little Orphan Android“ (1955)
- „The Naked Sky“ (1955)
- „The Gravity Business“ (1956)
- „Tsylana“ (1956)
- „The Stilled Patter“ (1956)
- „Witches Must Burn“ (1956)
- „The Big Wheel“ (1956)
- „Every Day Is Christmas“ (1957)
- „Green Thumb“ (1957)
- „Skin Game“ (1958)
- „Deadly Silence“ (1958)
- „The Reason Is with Us“ (1958)
- „The Girls Who Were Really Built“ (1958)
- „When the Shoe Fits“ (1958)
- „The Last Word“ (1964)
- „Trial by Fire“ (1969)
- „Witch Hunt“ (1969)
- „The Man Who Would Not“ (1969)
- „Kindergarten“ (1970)
- „Teddy Bear“ (1970)
- „The Technological Revolution“ (1971)
- „The Old Folks“ (1972)
- „Imagine“ (1972) – úryvek z románu The Listeners
- „Fault“ (1975)
- „If I Forget Thee“ (1977)
- „Guilt“ (1978)
- „Among the Beautiful Bright Children“ (1980)
- „The North Wind“ (1981)
- „The Anti-Nuclear Conspiracy“ (1982)
- „Tiger! Tiger!“ (1984)
- „Man of Parts“ (1985)
- „Out of My Head“ (1986)
- „The End-of-the-World Ball“ (1989)
- „The Futurist“ (1993)
- „The Gingerbread Man“ (1995)
- „The Lens of Time“ (1995)
- „The Day the Magic Came Back“ (1996)
- „Tales from the Spaceship Geoffrey“ (2010)